# Szklenár Gabi
Szklenár Gabriella (Budapest, 1978. május 26. –) magyar énekesnő. Zenei karrierjét Magyarország akkoriban egyik legsikeresebb női együttesében kezdte: a Baby Sisters 1996-ban alakult, és 2001-ben oszlott fel. 2003-ban szólókarrierbe kezdett, azóta 9 nagylemezt jelentetett meg.

## Szóló sikerek
Szklenár Gabi Baby Gabi művésznévvel 2003-ban jelentetett meg önálló lemezt Van-e helyem? címmel, melyről az első videóklip, az Őrült szerelem az év nagy slágere lett. Az albumról két videóklip, illetve kislemez készült, az egyik a Gyere haza, a másik a Van-e helyem? Ezen a lemezen található a Voyage Voyage (Desireless) magyar változata Hol a varázs? címmel.
Baby Gabi 2. lemeze, a Hazudj még nekem 2004-ben jelent meg. A lemezen 11 vadonatúj dal szerepel. A 12. dal az Őrült szerelem, a 13. pedig a Darabokra szakítod a szívemet egyik remixe. Az említett dalban Gabi szintén Lányi Lalával (Kozmix) énekel duettet. A Darabokra szakítod a szívemet a 2004-es év egyik legtöbbet játszott hazai rádió slágere lett[forrás?].
A 3. lemez Szivárvány címmel jelent meg 2005-ben. Elsőként a Van egy kulcs című dalból készült videóklip. A lemezről ezenkívül a Ha újra kezdhetném című dalból forgatott videóklipet az énekesnő.
A 4. Baby Gabi-lemez 2007. február 14-én került a boltokba.[forrás?]
2015-ben szerepelt a Sztárban sztár harmadik évadában.

## Magánélet
2013 szeptemberében férjhez ment. 2016 őszén ikrei születtek: Bence és Botond.

## Albumok
- Van-e helyem? (2003)
- Hazudj még nekem! (2004)
- Szivárvány (2005)
- Duett album (2007)
- Csupaszív (2008)
- Elmond6tom (2010)
- Lírák (2012)
- Best Of Colleciton (2014)
- Így szép a világ (2021)
- FőniX (2023)